# Nominalkompositum
Ein Nominalkompositum (Plural Nominalkomposita) oder Substantivkompositum (Plural Substantivkomposita) ist ein zusammengesetztes Substantiv, wie beispielsweise die deutschen Wörter Fleischwurst oder Nikolaustag.

## Nominalkomposita im Deutschen
Es gibt im Deutschen mehrere Kompositionstypen, von denen das Determinativkompositum das wichtigste ist. Seine beiden Glieder sind ein Bestimmungswort oder Determinans („Bestimmendes“), gefolgt von einem Grundwort oder Determinatum („Bestimmten“). Diese Termini beziehen sich auf das semantische Verhältnis zwischen den Bestandteilen: Ein Determinativkompositum der Struktur AB kann erläutert werden als „ein durch A näher bestimmtes B“. Demnach ist z. B. eine Fleischwurst eine durch Fleisch näher bestimmte Wurst. Das erste Glied eines Nominalkompositums kann außer einem Substantiv auch ein Verb, wie in Schlagbohrer, oder ein Adjektiv, wie in Feingold, sein.
Die spezifische semantische Relation zwischen den Komponenten variiert stark in den Komposita und ist nicht durch die Grammatik determiniert. Eines der eklatantesten Beispiele davon stellen die Subkategorien des Schnitzels dar: ein Schweineschnitzel ist ein Schnitzel, das aus Schweinefleisch zubereitet ist. Ein Kinderschnitzel ist ein Schnitzel für Kinder, also einfach eine kleinere Portion, und ein Jägerschnitzel ist ein Schnitzel „nach Art der Jäger“ (d. h. mit einer Pilzsoße angerichtet).
Das Genus eines Kompositums wird durch das Determinatum bestimmt. Beispielsweise ist Wandschrank maskulin, weil Schrank maskulin ist. Ausnahmen sind die Antwort (das Wort), der Abscheu (die Scheu) und in älterer Sprache die Neunauge (das Auge).
Wie alle Komposita sind auch die nominalen grundsätzlich zweigliedrig. Das gilt auch für solche, die mehr als zwei Stämme enthalten; auch diese sind aus zwei – eventuell bereits komplexen – Stämmen zusammengesetzt. Das wird in folgendem Gedicht thematisiert:
Es gibt Tiere, Kreise und Ärzte.

Es gibt Tierärzte, Kreisärzte und Oberärzte.

Es gibt einen Tierkreis und einen Ärztekreis.

Es gibt auch einen Oberkreistierarzt.

Ein Oberkreistier aber gibt es nicht.

  Roda Roda
Sowohl Determinans als auch Determinatum eines Kompositums können bereits komplex sein. Ein komplexes Determinans hat [Rotwild]jagd = Jagd auf Rotwild; ein komplexes Determinatum hat Landes[musikdirektor] = Musikdirektor des Landes (und nicht Direktor der Landesmusik). Bei Wörtern wie Mädchenhandelsschule kann das auch zu Mehrdeutigkeiten führen.
Dadurch können Komposita beliebig komplex werden, wie in Donaudampfschifffahrtsgesellschaftskapitänsmützenkokarde,
Fichtelbergseilschwebebahnbergstationstoilettenaufsichtspersonal oder dem Wikipedia-Eintrag Rindfleischetikettierungsüberwachungsaufgabenübertragungsgesetz. Solche – häufig der Amtssprache entstammenden – Komposita werden oft abgekürzt (Beispiel: Bundesausbildungsförderungsgesetz, kurz BAföG).

### Orthografie
Nach der gültigen Rechtschreibung werden im Allgemeinen bei einem Nominalkompositum die einzelnen Wortbestandteile zusammengeschrieben (z. B. Hoheitsgebiet, Schopenhauerstraße).
Allerdings gibt es einige Ausnahmen:
- Wenn das erste Glied ein geografischer Eigenname ist, der sich auch in der Tat auf die geografische Lage bezieht, wird in der Regel getrennt geschrieben (z. B. Brandenburger Tor, aber Danaergeschenk).[3]
- Zusammensetzungen mit Einzelbuchstaben, Abkürzungen oder Ziffern werden mit Bindestrich geschrieben (z. B. A-Dur, Fußball-WM, Dipl.-Ing., 3-Tonner). Kurzformen gelten allerdings nicht als Abkürzungen (z. B. Akkubehälter).[4]
- Bei Zusammensetzungen aus substantivisch gebrauchten Infinitiven und anderen Substantivierungen werden Bindestriche benutzt (z. B. das Auf-die-lange-Bank-Schieben, das Teils-teils).[5]
- Wenn die ersten Glieder (also mindestens zwei) Eigennamen sind, werden Bindestriche benutzt (z. B. Georg-Büchner-Preis).[6]
- Wenn (nur) das erste Glied ein Eigenname ist, kann ein Bindestrich benutzt werden, um den Eigennamen besonders hervorzuheben, muss aber nicht (z. B. Goethe-Ausgabe, Schopenhauerstraße), insbesondere wenn der zweite Bestandteil bereits ein Kompositum ist (z. B. Helsinki-Nachfolgekonferenz).[7] Auch kann allgemein ein Bindestrich zur Hervorhebung einzelner Bestandteile gesetzt werden (z. B. die Ich-Erzählung).[8]
- Beim Zusammentreffen von drei gleichen Buchstaben kann ein Bindestrich gesetzt werden (z. B. Schiff-Fahrt).[9]
- Zur Gliederung unübersichtlicher Zusammensetzungen oder zur Vermeidung von Missverständnissen kann ein Bindestrich verwendet werden (z. B. Mosel-Winzergenossenschaft, Lotto-Annahmestelle, Drucker-Zeugnis und Druck-Erzeugnis).[10] In diesen Fällen sollte ein Autor aber in Betracht ziehen, kein Kompositum zu nutzen (z. B. Winzergenossenschaft (an) der Mosel, Annahmestelle für Lottoscheine, Zeugnis eines Druckers und Erzeugnis eines Drucks).
- Wenn eine neue Zusammensetzung mit einem bestehenden Kompositum, das einen Bindestrich nach obigen Regeln enthält, gebildet wird, wird ein Bindestrich benutzt (z. B. A-Dur-Tonleiter, aber Durtonleiter).[11]

## Nominalkomposita im Spanischen
Das Spanische verfügt, wie die romanischen Sprachen im Allgemeinen, über extrem wenige Nominalkomposita. Meist werden die Beziehungen zweier Substantive hier mit Hilfe einer Präposition (etwa ministro de defensa, ‚Verteidigungsminister‘) oder durch eine Substantiv-Adjektiv-Konstruktion (z. B. novela policíaca, ‚Kriminalroman‘) ausgedrückt.
Die wenigen Ausnahmen stammen meist aus dem lateinamerikanischen Spanisch. So sagt man dort in manchen Gegenden für Taucher nicht buceador, sondern hombre rana (hombre = ‚Mann‘, rana = ‚Frosch‘). Vereinzelt finden sich auch Nominalkomposita, die orthographisch ein einzelnes Wort bilden, etwa coliflor (Blumenkohl). Besonders zu erwähnen sei hierbei auch das Wort limpiaparabrisas (Scheibenwischer), welches ein zweifach komponiertes Nomen ist: Im ersten Fall die Komposition von parar (anhalten, enden) und brisa (Brise, Wind) zu parabrisas (Windschutzscheibe) und im zweiten Fall die Komposition von limpia (Reinigung) und parabrisas (Windschutzscheibe) zu limpiaparabrisas.

## Nominalkomposita im Russischen
Die Morphologie des Russischen ist in diesem Punkt der des Spanischen sehr ähnlich. Sehr gängig sind Adjektivkonstruktionen wie футбольная команда (futbolnaja komanda, ‚Fußballmannschaft‘), Советский Союз (Sowetski Sojus, Sowjetunion, wörtl. ‚Sowjetische Union‘), weniger dagegen Konstruktionen mittels einer Präposition: объяснение в любви (objasnenije v ljubwi, ‚Liebeserklärung‘); meist ist das Grundsubstantiv dann Derivat eines Verbs, dessen Beugung auch übernommen wird (wie im Beispiel hier von объясниться в любви, objasnitsja w ljubwi, ‚eine Liebeserklärung machen‘).
Hinzu kommt aufgrund des ausgeprägten Kasussystems die Möglichkeit der Verbindung zweier Substantive mittels des Genitivs (ohne Präposition), die sehr häufig verwendet wird: Союз писателей (Sojus pisatelei, ‚Schriftstellerverband‘).
Zwar gibt es dort etwas mehr Nominalkomposita (wie wir sie aus dem Deutschen kennen), doch sind diese nahezu allesamt künstliche Wortbildungen aus sowjetischer Zeit, so etwa город-герой (gorod-geroi, ‚Heldenstadt‘). Im zaristischen Russland war diese Art der Wortbildung völlig ungebräuchlich.
Allerdings findet sich auch im postsozialistischen Russland Vokabular, das nach diesem Muster gebildet wird. So lautet eine der Varianten für die weibliche Form des Wortes бизнесмен (bisnesmen, ‚Geschäftsmann‘), um die immer wieder diskutiert wird, женщина-бизнесмен (schenschtschina-bisnesmen, wörtlich: ‚Frau-Geschäftsmann‘).

## Nominalkomposita im Englischen
Das Englische verfügt ebenfalls über eine recht ansehnliche Zahl von Nominalkomposita, wie etwa moonlight (‚Mondlicht‘), die aber nicht an deren Quantität im Deutschen heranreicht. Auch werden die beiden Bestandteile eines Nominalkompositums – anders als im Deutschen – bei den meisten Wörtern getrennt geschrieben. Über die grammatikalische Handhabung des betreffenden Begriffs erschließt sich dann aber dessen Status als einzelnes Wort. Ebenfalls verbreitet ist hier die Verbindung zweier Substantive mittels einer Präposition. Ähnlich der Komposition im Spanischen heißt es hier Ministry of Defence.

## Nominalkomposita im Niederländischen
Im Niederländischen sind beliebige Verbindungen von Substantiven möglich, wie im Deutschen führt dies, wenn Bindestriche absichtlich nicht verwendet werden, im Extrem zu kaum lesbaren Gebilden. Dieser Umstand wird mit Scherzkomposita wie Hottentottententententoonstelling (Hottentotten-tenten-tentoonstelling = Hottentottenzelte-Zeltausstellung) illustriert.